# 송천도서관
송천도서관은 전북특별자치도 전주시에 있는 공립 도서관이다.

## 연혁
- 2005년 12월 26일 개관.